# Буена Виста (окръг, Айова)
Окръг Буена Виста (на английски: Buena Vista County в превод от испански Хубава гледка) е окръг в щата Айова, Съединени американски щати. Площта му е 1489 квадратни километра, а населението – 20 265 души (по преброяване от април 2010 г.). Административен център е град Сторм Лейк.